# Cattedrali in Perù
Questa è una lista di cattedrali in Perù.

## Cattedrali cattoliche
| Cattedrale                                               | Arcidiocesi o Diocesi                                       | Località         | Immagine |
| -------------------------------------------------------- | ----------------------------------------------------------- | ---------------- | -------- |
| Cattedrale di San Giovanni Apostolo ed Evangelista       | Arcidiocesi di Lima                                         | Lima             |          |
| Cattedrale di San Giuseppe in Bellavista                 | Diocesi di Callao                                           | Callao           |          |
| Cattedrale del Buon Pastore                              | Diocesi di Carabayllo                                       | Sol De Oro       |          |
| Cattedrale di Sant'Andrea di Huaycán                     | Diocesi di Chosica                                          | Chosica          |          |
| Cattedrale di San Bartolomeo                             | Diocesi di Huacho                                           | Huacho           |          |
| Cattedrale di San Gerolamo                               | Diocesi di Ica                                              | Ica              |          |
| Cattedrale di San Pietro apostolo                        | Diocesi di Lurín                                            | Lurín            |          |
| Cattedrale di San Vincenzo martire                       | Prelatura territoriale di Yauyos                            | Yauyos           |          |
| Cattedrale di Santa Maria                                | Arcidiocesi di Arequipa                                     | Arequipa         |          |
| Cattedrale di San Francesco d'Assisi                     | Prelatura territoriale di Ayaviri                           | Ayaviri          |          |
| Cattedrale dell'Immacolata Concezione                    | Prelatura territoriale di Chuquibamba                       | Chuquibamba      |          |
| Cattedrale di San Giacomo Apostolo                       | Prelatura territoriale di Santiago Apóstol de Huancané      | Huancané         |          |
| Cattedrale di San Pietro apostolo                        | Prelatura territoriale di Juli                              | Juli             |          |
| Cattedrale dell'Immacolata Concezione                    | Diocesi di Puno                                             | Puno             |          |
| Cattedrale di Nostra Signora del Rosari                  | Diocesi di Tacna e Moquegua                                 | Tacna            |          |
| Concattedrale di San Domenico                            | Diocesi di Tacna e Moquegua                                 | Moquegua         |          |
| Cattedrale di Santa Maria delle Nevi                     | Arcidiocesi di Ayacucho                                     | Ayacucho         |          |
| Cattedrale di San Pietro apostolo                        | Prelatura territoriale di Caravelí                          | Caravelí         |          |
| Cattedrale di Sant'Antonio di Padova                     | Diocesi di Huancavelica                                     | Huancavelica     |          |
| Cattedrale dell'Assunzione di Maria Vergine              | Arcidiocesi di Cusco                                        | Cusco            |          |
| Cattedrale di San Pietro                                 | Prelatura territoriale di Chuquibambilla                    | Chuquibambilla   |          |
| Cattedrale della Madonna del Rosario                     | Diocesi di Abancay                                          | Abancay          |          |
| Cattedrale della Vergine del Carmelo                     | Diocesi di Sicuani                                          | Sicuani          |          |
| Cattedrale della Santissima Trinità                      | Arcidiocesi di Huancayo                                     | Huancayo         |          |
| Cattedrale del Signore di Burgos                         | Diocesi di Huánuco                                          | Huánuco          |          |
| Cattedrale di Sant'Anna                                  | Diocesi di Tarma                                            | Tarma            |          |
| Cattedrale di San Michele arcangelo                      | Arcidiocesi di Piura                                        | Piura            |          |
| Cattedrale di San Giovanni Battista                      | Diocesi di Chachapoyas                                      | Chachapoyas      |          |
| Cattedrale di Tutti i Santi                              | Prelatura territoriale di Chota                             | Chota            |          |
| Cattedrale della Sacra Famiglia                          | Diocesi di Chulucanas                                       | Chulucanas       |          |
| Cattedrale dell'Assunzione di Maria Vergine              | Arcidiocesi di Trujillo                                     | Trujillo         |          |
| Cattedrale di Santa Caterina di Alessandria              | Diocesi di Cajamarca                                        | Cajamarca        |          |
| Cattedrale di Nostra Signora del Carmelo e di San Pietro | Diocesi di Chimbote                                         | Chimbote         |          |
| Cattedrale della Vergine di Alta Gracia                  | Prelatura territoriale di Huamachuco                        | Huamachuco       |          |
| Cattedrale di San Sebastiano                             | Diocesi di Huaraz                                           | Huaraz           |          |
| Cattedrale di Nostra Signora del Carmine e San Domenico  | Diocesi di Huari                                            | Huari            |          |
| Cattedrale di San Giacomo                                | Prelatura territoriale di Moyobamba                         | Moyobamba        |          |
| Cattedrale della Madonna della Neve                      | Vicariato apostolico di Yurimaguas                          | Yurimaguas       |          |
| Cattedrale di San Raimondo                               | Vicariato apostolico di San Ramón                           | San Ramón        |          |
| Cattedrale d'Indiana                                     | Vicariato apostolico di San José del Amazonas               | Indiana          |          |
| Cattedrale di Sant'Antonio di Padova                     | Vicariato apostolico di Requena                             | Requena          |          |
| Cattedrale di Puerto Maldonado                           | Vicariato apostolico di Puerto Maldonado                    | Puerto Maldonado |          |
| Cattedrale dell'Immacolata Concezione                    | Vicariato apostolico di Pucallpa                            | Pucallpa         |          |
| Cattedrale di Jaén in Perù                               | Vicariato apostolico di Jaén in Perù o San Francisco Javier | Jaén             |          |
| Cattedrale di San Giovanni Battista                      | Vicariato apostolico di Iquitos                             | Iquitos          |          |

## Cattedrale anglicana
| Cattedrale                  | Diocesi                    | Città | Immagine |
| --------------------------- | -------------------------- | ----- | -------- |
| Cattedrale del Buon Pastore | Diocesi anglicana del Perù | Lima  |          |